# Vejicati netopir
Vejicati netopir (znanstveno ime Myotis emarginatus) je srednje velika vrsta netopirjev, ki je razširjena po Evraziji in delih Severne Afrike.

## Opis
Odrasel vejicati netopir doseže v dolžino 4–5 cm in ima razpon prhuti 20–25 cm. Kožuh je na hrbtu rdečkasto rjave barve, po trebuhu pa je rumenosiv. Življenjska doba vejicatega netopirja v naravi je 26 let. 